# An-Magritt
Pour plus de détails, voir Fiche technique et Distribution.
An-Magritt est un film norvégien réalisé par Arne Skouen et sorti en 1969. Le film est librement inspiré de la tétralogie romanesque Nattens Brød (Le Pain de la nuit) écrite par l'écrivain norvégien Johan Falkberget. 

## Synopsis
Un village montagnard en Norvège au XVIIe siècle. An-Magritt est née d'un viol. Attachée au pilori, sa mère se suicide en se jetant dans la rivière. Il revient au grand-père de prendre soin de l'enfant. Conçue dans la violence, c'est grâce à la charité qu'An-Magritt doit son salut. Elle n'a pourtant d'autre alternative que de travailler durement tout en subissant le froid et la faim au risque de sa vie. Dès son adolescence, la jeune femme acquiert une personnalité bien trempée, s'acquittant de tâches ordinairement dévolues aux hommes - convoyer du minerai et du charbon entre la mine et la fonderie, labourer pour assurer sa subsistance - et apprenant à lire. Sa beauté et son farouche caractère attirent l'attention d'un ingénieur allemand dont elle finit par s'éprendre. Alors que les conditions de vie et de travail sont déjà extrêmement pénibles pour les villageois, le chambellan Jochum, prétextant de graves difficultés, annonce de terribles restrictions. Mécontents, les travailleurs envoient An-Magritt conduire une délégation chargée de présenter leurs revendications…

## Fiche technique
- Titre original : An-Magritt
- Réalisation et scénario : Arne Skouen d'après le roman Nattens Brød de Johan Falkberget
- Photographie : Sven Nykvist
- Format : Couleur - 1,77 : 1
- Musique : Gunnar Sønstevold, Maj Sønstevold
- Son : Dagfin Akselsen
- Décors : P. A. Lundgren
- Montage : Bjørn Breigutu
- Production : Sverre Gran pour Norsk filminstitutt
- Langue originale : norvégien
- Durée : 96 minutes
- Sortie : 6 février 1969 à Oslo

## Distribution
- Liv Ullmann : An-Magritt
- Per Oscarsson : Hedström
- Wolf von Gersum : Johannes, l'ingénieur allemand
- Claes Gill : Bjelke
- Georg Løkkeberg : Jens
- Lars Tvinde : Kiempen

## Commentaire
Dans les films d'Arne Skouen, les femmes, bien qu'importantes, ne jouent pas un rôle de premier plan. Il existe cependant quelques exceptions : ainsi pour À propos de Tilla (Om Tilla, 1963) et, surtout, pour An-Magritt, héroïne de la tétralogie due à Johan Falkberget, située au XVIIe siècle, au moment où la Norvège connaissait un certain essor industriel. L'œuvre de Falkberget, entamée au moment de l'occupation allemande du pays (1941) et poursuivie après la Libération dans le cadre de la reconstruction d'un pays détruit et ruiné, ne manquait pas d'offrir certaines résonances avec une situation plus contemporaine. Elle interpellait aussi Arne Skouen qui prit une part active dans la Résistance. 
C'est, sans doute, pourquoi Arne Skouen préfère traiter l'histoire d'amour entre An-Magritt et l'ingénieur au second plan. Dans le film,  « l'héroïne choisit de sacrifier sa passion pour demeurer fidèle à son village, son identité, sa responsabilité. » Ce qu'il est intéressant d'observer c'est la capacité du cinéaste à décrire « un personnage féminin qui parvient, en dépit de tout, à s'arracher à sa condition d'opprimée : enfant illégitime [...], elle vit dans un besoin social extrême et n'a pas le droit d'entrer dans une église. Bien que femme, elle gagne sa vie dans un environnement hostile aux femmes [...] Au contraire des héros masculins de Skouen, elle commence son ascension au plus bas de l'échelle et s'élève par son travail. Alors que les hommes qui commencent au sommet sont contraints de descendre. » Paradoxalement, pour les unes comme pour les autres, l'objectif demeure identique. « Le but est la prise de conscience. » Pour Arne Skouen, « un homme n'est pas un homme qu'il ne sait rien de l'abîme. » En revanche, les femmes, évoluant d'ores et déjà dans l'obscurité, surmontent les obstacles et progressent.